# Liste der Bodendenkmäler in Chiemsee (Gemeinde)
Auf dieser Seite sind die Bodendenkmäler in der oberbayerischen Gemeinde Chiemsee zusammengestellt. Diese Tabelle ist eine Teilliste der Liste der Bodendenkmäler in Bayern. Grundlage ist die Bayerische Denkmalliste, die auf Basis des Bayerischen Denkmalschutzgesetzes vom 1. Oktober 1973 erstmals erstellt wurde und seither durch das Bayerische Landesamt für Denkmalpflege geführt wird. Die folgenden Angaben ersetzen nicht die rechtsverbindliche Auskunft der Denkmalschutzbehörde.

## Bodendenkmäler in Chiemsee
| Lage       | Objekt | Akten-Nr.     | Bild |
| ---------- | --- | ------------- | ---- |
| (Standort) | Ringwall vor- und frühgeschichtlicher Zeitstellung. | D-1-8140-0089 |      |
| (Standort) | Untertägige mittelalterliche und frühneuzeitliche Befunde im Bereich des ehemaligen Augustiner-Chorherrenstifts Herrenchiemsee („Altes Schloss“) und seiner frühmittelalterlichen Vorgängerbauten mit ehemaliger Stiftskirche St. Sebastian und Sixtus („Inseldom“), aufgelassenem Klosterfriedhof mit katholischer Kirche St. Maria und teilweise abgegangenem Ökonomiehof. | D-1-8140-0095 |      |
| (Standort) | Untertägige mittelalterliche und frühneuzeitliche Befunde im Bereich des Klosters Frauenwörth und der katholischen Abteikirche Mariä Opferung auf der Fraueninsel mit ihren früh- und hochmittelalterlichen Vorgängerbauten bzw. Bauphasen sowie dem zugehörigen Friedhof.                                                                                                   | D-1-8140-0100 |      |
| (Standort) | Siedlung vor- und frühgeschichtlicher Zeitstellung, u. a. des Jung- und Endneolithikums, der Bronze- und Urnenfelderzeit, der späten Latènezeit und der römischen Kaiserzeit. | D-1-8140-0102 |      |
| (Standort) | Abgegangene Kirche des Mittelalters und der frühen Neuzeit („St. Martin“). | D-1-8140-0193 |      |
| (Standort) | Abgegangene Kirche des Mittelalters und der frühen Neuzeit („St. Martin“) mit zugehörigem Friedhof. | D-1-8140-0195 |      |
| (Standort) | Untertägige frühneuzeitliche Befunde und Funde im Bereich der Seekapelle Zum Hl. Kreuz auf Herrenchiemsee. | D-1-8140-0204 |      |
| (Standort) | Abgegangener Ministerialensitz des späten Mittelalters und Hofwüstung der frühen Neuzeit („Apfeldrach“). | D-1-8140-0205 |      |